# 模拟乘法器
模拟乘法器，是模拟电路中实现两个输入信号相乘并输出结果的非线性器件。简单的说，其原理就是利用其中一个输入信号去控制一个电压控制的电压源，再利用这个电压源的输出信号去生成电流信号。另一输入信号输入差分放大电路，利用这电流信号和差分放大电路之间的乘积关系完成所需目标。模拟乘法器通常都被做成模拟集成电路，被广泛用于调幅电路和各类运算电路中。